# 花月純誠

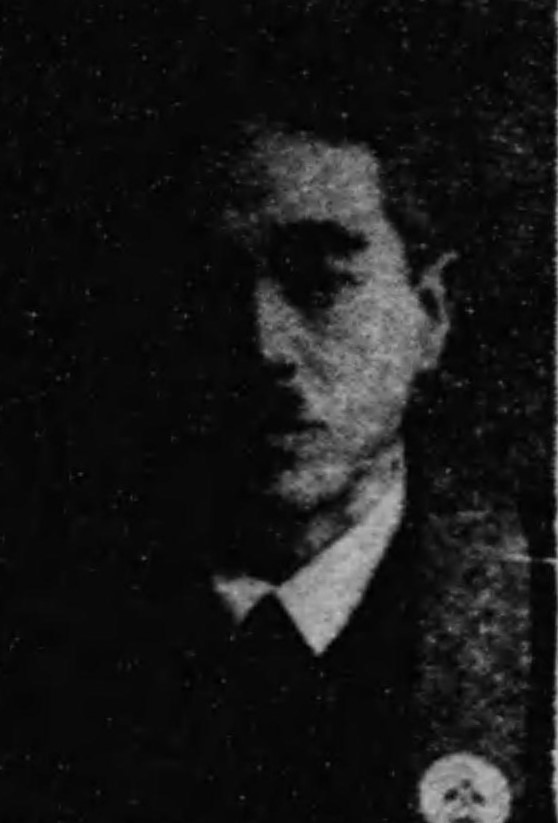
花月純誠

花月 純誠（かげつ じゅんせい、1897年（明治30年）8月10日  - 1984年（昭和59年）9月28日）は、日本の政治家。衆議院議員（2期）。孫はオペラ歌手、僧侶の花月真。

## 経歴
滋賀県出身。1946年、第22回衆議院議員総選挙で滋賀県選挙区から出馬して初当選。1947年の第23回衆議院議員総選挙で滋賀県全県区から日本自由党公認で立候補して当選した。自由党中堅会で活動した。1949年の第24回衆議院議員総選挙で日本社会党公認で立候補して落選。落選後の1954年12月、滋賀県知事選挙に立候補し、元衆議院議員の森幸太郎に破れ、落選した。
1978年秋の叙勲で勲四等旭日小綬章受章。